# Nathacha Appanah
Nathacha Appanah, née le 24 mai 1973 à Mahébourg, est une journaliste et romancière mauricienne qui vit en France.

## Biographie
Née en mai 1973 à Mahébourg,, ayant le créole mauricien comme langue maternelle, Nathacha Devi Pathareddy Appanah, dont la famille descend d'engagés indiens immigrés à Maurice, écrit en français,,. Elle travaille d'abord à l'île Maurice comme journaliste pour Le Mauricien et Week-End Scope. Elle s'installe en 1998 en France, où elle poursuit sa carrière de journaliste dans la presse écrite et en radio. Ses articles sont publiés dans Géo Magazine, Air France Magazine, Viva Magazine et elle fait des reportages pour la Radio suisse romande, RFI, France Culture.
Son premier roman, Les Rochers de Poudre d’Or, publié en 2003 aux Éditions Gallimard raconte l’épopée des travailleurs indiens engagés c'est-à-dire venus remplacer les esclaves dans les champs de canne à sucre à l’île Maurice. Son deuxième roman Blue Bay Palace (Gallimard, 2004) a pour cadre un hôtel de luxe pour touristes, qui cristallise les différences de classe, de caste, à travers l'histoire d'amour impossible d'une jeune employée pour le fils du patron.
Dans La Noce d'Anna, publié en 2005 aux éditions Gallimard, la narratrice, tout en vivant la journée du mariage de sa fille, Anna, s’interroge sur la transmission entre mère et fille.
Le Dernier Frère, publié en 2007, aux éditions de l’Olivier, raconte l’histoire de Raj, un garçon mauricien et de David, un jeune juif qui se retrouve enfermé à la prison de Beau-Bassin pendant la Seconde Guerre mondiale. Il a reçu plusieurs prix littéraires dont le prix du roman Fnac 2007, le prix des lecteurs de L'Express 2008, le Prix Culture et Bibliothèques pour tous, le prix de la Fondation France-Israël. Il a été traduit dans plus de quinze langues.
En 2013, les éditions Payot publient Indigne d'Alexander Maksik, le roman qu'elle a traduit de l'américain.
En attendant demain, paru aux éditions Gallimard en 2015, et qui se déroule en France, penche du côté du thriller psychologique, en décrivant l'emprise d'une femme sur un jeune couple avec enfant.
Paru en 2016, son roman Tropique de la violence est issu de l'expérience de son séjour à Mayotte où elle découvre une jeunesse à la dérive. Ce livre figure dans la première sélection du prix Goncourt (mais également du prix Femina et du prix Médicis) et remporte finalement le tout premier prix Femina des lycéens, le premier prix Patrimoines 2016, le prix France Télévisions 2017, le prix du roman métis des lecteurs 2017 et le prix du roman métis des lycéens 2017.
En 2018 paraît Une année lumière, recueil de chroniques parues dans le journal La Croix en 2017, qui portent à la fois sur son métier d'écrivain et sur ses origines mauriciennes.
Son septième roman, Le ciel par-dessus le toit, est édité en 2019. Il figure sur la première sélection du prix Goncourt 2019.
Elle a intégré le comité de lecture des éditions Gallimard.
Elle publie en 2023 un récit personnel, La Mémoire délavée, où elle évoque ses souvenirs d'enfance ainsi que ses ascendants, depuis ses aïeux engagés indiens arrivés à l'île Maurice en 1872,.

## Œuvres
- 2003 : Les Rochers de Poudre d'or, Gallimard – Prix RFO, prix Rosine-Perrier
- 2004 : Blue Bay Palace (it), Gallimard – Grand prix littéraire des océans Indien et Pacifique
- 2005 : La Noce d'Anna, Gallimard – Prix grand public du Salon du livre de Paris
- 2007 : Le Dernier Frère, Éditions L’Olivier – Prix du roman Fnac, prix des lecteurs de L'Express, prix Culture et Bibliothèques pour tous, prix Obiou, prix de la Fondation France-Israël[17]
- 2014 : L'Étrange été de Tikoulou, 15e album de la collection Les Aventures de Tikoulou, Éditions Vizavi
- 2015 : En attendant demain, Gallimard
- 2016 : Tropique de la violence, Gallimard – Prix Femina des lycéens, prix du roman métis des lycéens 2017, prix des lycéens Folio 2019
- 2016 : Petit Éloge des fantômes, Gallimard Folio
- 2018 : Une année lumière, Gallimard
- 2019 : Le Ciel par-dessus le toit, Gallimard
- 2021 : Rien ne t'appartient, Gallimard - Prix des libraires de Nancy – Le Point
- 2023 : La Mémoire délavée, Mercure de France  (ISBN 978-2715260269)

### Participation
- 2023 : « La Traversée des sentiments », nouvelle, ouvrage collectif Brèves Rencontres, Gallimard  (ISBN 9782073016539)

### Traductions
- 2014 : Indigne traduction de You Deserve Nothing d'Alexander Maksik
- 2014 : Le Voyage de Ruth - La Mama d'Autant en emporte le vent, traduction avec Aurélien Blanchard, de Ruth's Journey: A Novel of Mammy from Margaret Mitchell's Gone with the Wind de Donald McCaig

## Prix et distinctions
- 2003 : Prix RFO du livre pour Les Rochers de Poudre d’Or[1].
- 2004 :
  - Prix Rosine-Perrier pour Les Rochers de Poudre d’Or.
  - Grand Prix littéraire de l’Océan Indien et du Pacifique, pour Blue Bay Palace.
- 2007 : Prix du roman Fnac pour Le Dernier Frère.
- 2008 : 
  - Prix des lecteurs de L'Express pour Le Dernier Frère.
  - Prix Culture et Bibliothèques pour tous pour Le Dernier Frère.
- 2015 : Prix Mille et une feuilles pour En attendant demain.
- 2016 : 
  - Prix Femina des lycéens pour Tropique de la violence[18].
  - Prix Patrimoines[10] pour Tropique de la violence
- 2017 :
  - Prix France Télévisions pour Tropique de la violence[11].
  - Prix Jean Amila-Meckert et prix Anna-de-Noailles de l’Académie française pour Tropique de la violence
  - Prix du roman métis des lecteurs et Prix du roman métis des lycéens pour Tropique de la violence[12]
  - Prix littéraire de la Ville de Caen[19] pour Tropique de la violence
  - Prix Paul-Bouteiller de l’Académie des sciences d'outre-mer pour Tropique de la violence
- 2019 : 
  - Prix des lycéens Folio pour Tropique de la violence
  - Deuxième sélection du Prix Goncourt[20] pour Le Ciel par-dessus le toit 
  - Finaliste Prix Goncourt des lycéens[21] pour Le Ciel par-dessus le toit
  - Deuxième sélection Prix Femina[22] pour Le Ciel par-dessus le toit
  - Sélection Prix Renaudot[23] pour Le Ciel par-dessus le toit
  - Finaliste Prix Renaudot des lycéens[24] pour Le Ciel par-dessus le toit
- 2021 :
  - Prix des libraires de Nancy – Le Point pour Rien ne t'appartient[25]
  - Sélection Prix du roman des étudiants France Culture-Télérama[26] pour Rien ne t'appartient
  - Sélection Grand prix du roman de l'Académie française[27] pour Rien ne t'appartient
  - Sélection Prix Femina[28] pour Rien ne t'appartient
  - Sélection Prix Rive Gauche à Paris[29] pour Rien ne t'appartient
- 2022
  - Prix de la langue française[30]

Jury
- 2012 : Jurée du Prix littéraire de la Porte Dorée
- 2017 : Jurée du deuxième Prix Patrimoines[31], dont elle a été première lauréate l'année précédente.